# Ipak verujem u sebe
Az Ipak verujem u sebe a Galija együttes 1982-ben nagylemeze, melyet az RTB adott ki. Katalógusszáma: 2121018.

## Az album dalai

### A oldal
1. Još uvek sanjam (5:32)
2. Svet kroz šareno staklo (4:18)
3. Školarci (4:20)
4. Ja sam od onih (5:03)

### B oldal
1. Vreme ti je za žene (4:20)
2. Burna pijana noć (4:45)
3. Da li postoji put (7:47)
4. Ipak verujem u sebe (2:29)

## Közreműködők
- Nenad Milosavljević – ének, akusztikus gitár, harmonika
- Predrag Milosavljević – ének
- Branislav Radulović – gitár
- Zoran Radosavljević – basszusgitár
- Dragan Miloradović – billentyűs hangszerek
- Ljubomir Mišić – dob